# Galeodes rhodicola
Galeodes rhodicola es una especie de arácnido  del orden Solifugae de la familia Galeodidae.

## Distribución geográfica
Se encuentra en Rodas (Grecia).